# Carving

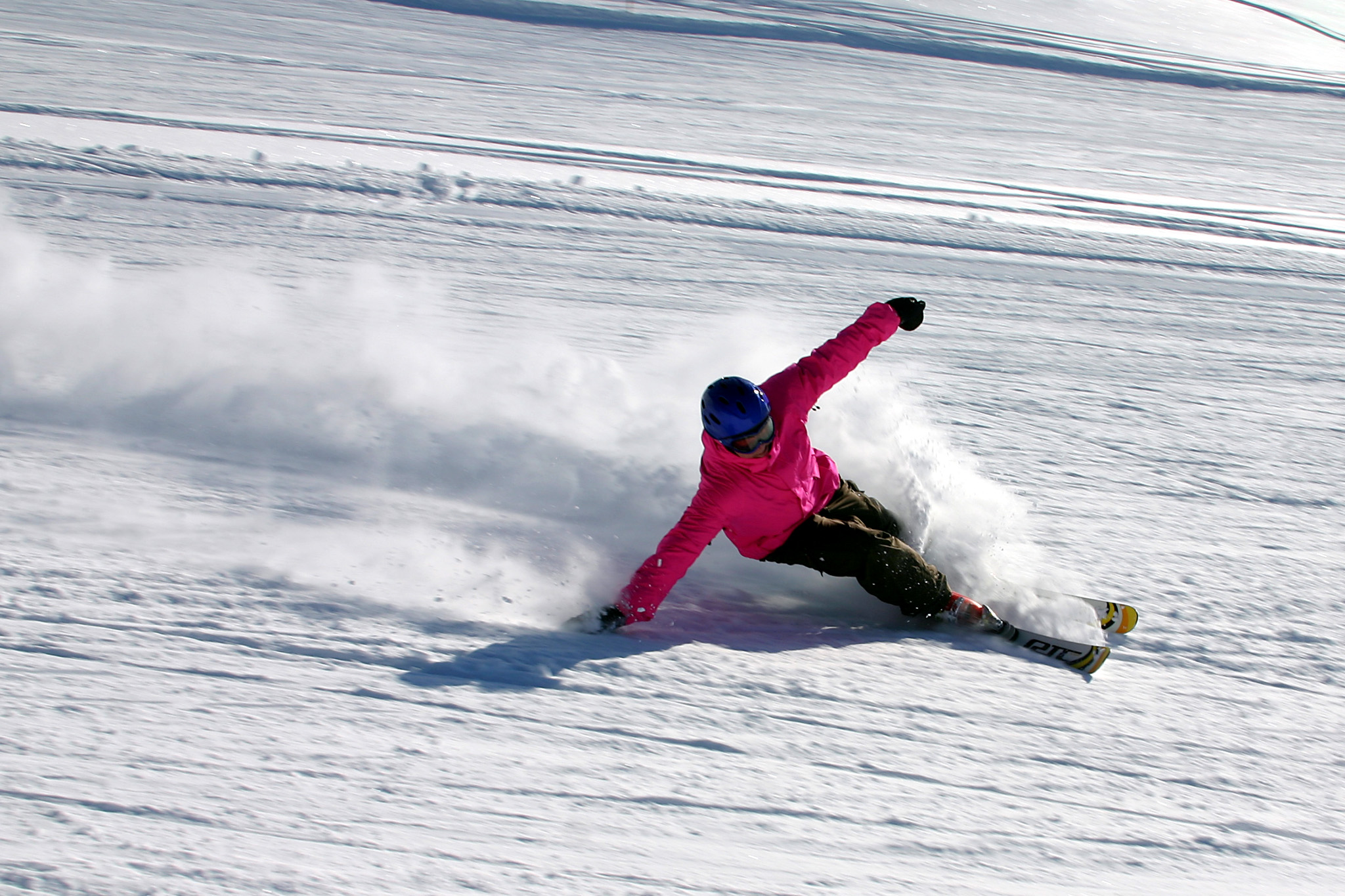
Uno sciatore impegnato nel carving

Il carving è una tecnica dello sci alpino introdotta negli anni novanta grazie all'introduzione degli sci "sciancrati". 
La particolare geometria sciancrata (ovvero più stretta al centro e più larga nelle punte e nelle code) dello sci carving consente di far piegare lo sci in un arco, ed esso segue naturalmente questa forma per produrre un movimento di virata. Il carving consente allo sciatore di mantenere la velocità perché, a differenza della tecnica degli sci paralleli, gli sci non creano resistenza scivolando lateralmente.
Le curve carving sono generalmente più fluide e con un raggio più lungo rispetto alle curve ottenute con gli sci paralleli. La sciancratura consente agli sci di curvare lungo la direzione di marcia senza slittare. Lo sci carving richiede in genere meno sforzo rispetto allo sci parallelo, e offre maggiore velocità e controllo anche in discese ripide, rendendolo una tecnica generalmente preferita anche nello sci agonistico.